# Bernard Yago
Bernard Yago (julho 1916 - 5 de outubro de 1997) foi um cardeal da Costa do Marfim da Igreja Católica Romana. Ele serviu como arcebispo de Abidjan de 1960 a 1994, e foi elevado ao cardinalato em 1983.

## Biografia
Bernard Yago nasceu em Pass, Yopougon, e estudou no Seminário em Abidjan antes de ser ordenado ao sacerdócio em 1 de Maio de 1947. Em seguida, ele serviu como um professor no Seminário Menor de Bingerville e como diretor do Pré- Seminário École de Petit Clerics até 1956, onde iniciou o trabalho pastoral em Abidjan até 1957. Yago aprofundou seus estudos no Instituto Católico de Paris de 1957 a 1959. Em seu retorno à Costa do Marfim, foi Conselheiro da Ação Católica, em Abidjan de até 1960.
Em 5 de abril de 1960, Yago foi nomeado arcebispo de Abidjan pelo papa João XXIII. Ele recebeu sua consagração episcopal no dia 8 de maio do próprio Papa João, com os Bispos Napoléon-Alexandre Labrie, CIM e Fulton John Sheen servindo como co-consagradores, na Basílica de São Pedro. Yago mais tarde participou do Concílio Vaticano II de 1962 a 1965, e sentou-se na Comissão Preparatória Central do Conselho.
O papa João Paulo II criou o cardeal-sacerdote de San Crisogono no consistório de 2 de fevereiro de 1983. Yago, que foi o primeiro cardeal da Costa do Marfim, renunciou ao cargo de arcebispo em 19 de dezembro de 1994, após um período de trinta anos. -quatro anos. Ele perdeu o direito de participar de um conclave papal ao atingir a idade de oitenta anos em julho de 1996.
O cardeal Yago morreu em Abidjan, aos 81 anos. Ele está enterrado na catedral metropolitana de Abidjan.